# Похищение Джейси Ли Дьюгард
Похищение Джейси Ли Дьюгард произошло в понедельник 10 июня 1991 года в пригороде города Саут-Лейк-Тахо (Калифорния). Американка Джейси Ли Дьюгард (англ. Jaycee Lee Dugard, 3 мая 1980 года), похищенная в возрасте 11 лет, была обнаружена спустя 18 лет — 26 августа 2009 года. Находясь в неволе, она родила двух дочерей от похитителя. Её похитители, супружеская пара Филипп и Нэнси Гарридо, признали себя виновными в совершении преступления.

## Краткая биография Филиппа Гарридо
Филипп Крейг Гарридо (Phillip Craig Garrido) родился 5 апреля 1951 года. Он вырос в калифорнийском городе Брентвуд (Калифорния). В 1969 году Филипп окончил местную школу. По словам отца, он был «хорошим мальчиком», но, попав в мотоциклетную аварию, сильно изменился, а позже — пристрастился к наркотикам. В 1969 году Гарридо арестовали за хранение наркотических веществ (марихуаны и ЛСД).
В 1972 году Гарридо был арестован по обвинению в изнасиловании 14-летней девушки. Однако дело до суда не дошло, поскольку потерпевшая отказалась давать свидетельские показания. В 1973 году Гарридо женился на своей бывшей однокласснице по имени Кристин Мёрфи (Christine Murphy). Впоследствии женщина сообщила, что у Филиппа была склонность к агрессии, которая выражалась в нанесении ей побоев.
В 1976 году, находясь в калифорнийском городке Саут-Лейк-Тахо, Гарридо похитил 25-летнюю сотрудницу казино по имени Кэтрин Коллэвэй (Katherine Callaway). Филипп отвёз её в помещения склада, расположенного в городе Рино, штат Невада, и подверг женщину сексуальному насилию. Машина преступника и взломанный замок на двери склада привлекли внимание сотрудника местного отделения полиции. Полицейский постучал в двери помещения и начал опрашивать Филиппа, который вышел из склада. Кэтрин позвала полицейского на помощь, и Гарридо был тут же арестован.
Суд признал задержанного виновным в совершении преступлений; в марте 1977 года Гарридо был приговорён к 50 годам лишения свободы. Свой срок он начал отбывать в тюрьме, расположенной в городе Левенуэрт, штат Канзас. Там же он познакомился с Нэнси Боканегра (Nancy Bocanegra), которая посещала своего дядю-заключённого. 5 октября 1981 года Филипп и Нэнси поженились.
В январе 1988 года Филиппа Гарридо перевели в тюрьму штата Невада, а в августе того же года он был условно-досрочно освобождён.
После освобождения Гарридо поселился в городе Антиок в Калифорнии, в доме своей престарелой матери, страдающей старческим слабоумием.
Согласно условиям досрочного освобождения, Филипп регулярно проходил проверки со стороны правоохранительных органов, а позже был обязан носить на лодыжке GPS-браслет.

## Похищение и поиски
В сентябре 1990 года семья Джейси Ли переехала из города Гарден-Гров (Garden Grove), расположенного в калифорнийском округе Ориндж, в городок Саут Лейк Тахо. На момент похищения девочка училась в 5-м классе местной школы.
10 июня 1991 года 11-летняя Джейси Ли Дьюгард была похищена, когда, находясь на остановке, расположенной рядом с её домом, ожидала прибытия школьного автобуса. Свидетелем похищения стал Карл Пробин (Carl Probyn), отчим Джейси Ли, и несколько её одноклассников. Они описали произошедшее так: к остановке подъехал автомобиль-седан серого цвета, предположительно Mercury Monarch или Mercury Zephyr, в котором находились двое людей — мужчина и женщина. Автомобиль сделал разворот на 180° возле остановки, из него выскочила женщина, которая затолкала Джейси Ли в машину. Отчим девочки попытался на велосипеде догнать похитителей, но это ему не удалось.
Первые подозрения упали на Пробина и на Кена Слэйтона (Ken Slayton) — биологического отца девочки. Карл Пробин согласился пройти и успешно прошёл ряд тестов на детекторе лжи. Слэйтон также доказал свою непричастность к похищению.
В течение нескольких часов после случившегося в Саут Лэйк Тахо прибыли представители местных и национальных СМИ. В течение нескольких дней в активных поисках похищенной девочки были задействованы десятки добровольцев — в стороне не остался ни один из представителей местного сообщества[прояснить]. В течение нескольких недель по всей стране были разосланы листовки с описанием случившегося. Любимым цветом Джейси Ли был розовый, и вскоре весь город был увешан розовыми лентами — в качестве демонстрации поддержки семье пропавшей девочки и как напоминание о случившемся.
Мать девочки Тэрри Пробин (Terry Probyn) организовала группу под названием Jaycee’s Hope, координирующую сбор пожертвований и действия добровольцев. За информацию, которая могла бы посодействовать в установлении места нахождения похищенной девочки, была назначена награда. Случай широко освещался в национальных СМИ; похищению Джейси Ли были посвящены несколько эпизодов в популярной телепередаче America’s Most Wanted (англ.).

## Жизнь в неволе
Дом семьи Гарридо расположен на невключённой территории, находящейся на северо-востоке города Антиок (1554 Walnut Ave.), что в 273 км от родного города похищенной.
Один из соседей Гарридо вспоминает, что в детстве он видел Дьюгард через ограду заднего двора вскоре после её похищения. Он утверждает, что девочка назвала себя «Джейси» и сказала, что живёт в этом доме. Затем появился Филипп Гарридо и отвёл девочку в дом. Позже семья Гарридо возвела плотный забор вокруг своего дома, на территории заднего двора которого уже росли несколько больших деревьев.
С апреля по август 1993 года Филипп Гарридо находился в тюрьме в связи с нарушением условий досрочного освобождения.
Джейси Ли Дьюгард родила от Филиппа двух девочек: первую — в августе 1994 года, вторую — в ноябре 1997 года. Джейси было 14 лет на момент рождения первого ребёнка. Дьюгард выдавала себя за дочь супругов Гарридо, а дочерей — за своих младших сестёр. Девочкам также было сказано, что Джейси Ли является их старшей сестрой. Большинство американских СМИ отказались назвать имена девочек, однако они были упомянуты в репортажах иностранных изданий.
Гарридо владел небольшой типографией, занимавшейся изготовлением визитных карточек. Дьюгард работала там же — художественным дизайнером. Один из клиентов Гарридо утверждает, что виделся лично с Дьюгард и общался с ней по телефону, и что она отлично выполняла свою работу. Джейси Ли имела доступ не только к рабочему телефону, но и к электронной почте. По утверждению клиента типографии, она никогда и никаким образом не давала повода полагать, что является жертвой похищения.
Вплоть до задержания правоохранительными органами, Гарридо вёл блог в интернете, в котором описывал деятельность организации, называемой им «Gods Desire Church» (Церковь Божьей Воли). Кроме того, в своём блоге Гарридо утверждает, что умеет контролировать звук силой мысли. Филипп обращался к некоторым людям, в том числе и к своим клиентам, с просьбой засвидетельствовать, что он обладает способностью «контролировать звук при помощи мозга» и изобрёл устройство, которое поможет «людям быть очевидцами этого феномена».
По версии правоохранительных органов, на момент их привлечения к делу (в 2009 году) Дьюгард проживала на территории заднего двора семьи Гарридо. В этом месте расположены несколько нежилых подсобных помещений, две палатки и то, что было описано как «душ и туалет походного типа». Одно из нежилых помещений — звуконепроницаемое — использовалось Филиппом в качестве частной студии звукозаписи для записи его песен религиозной тематики и композиций в стиле кантри. Территория заднего двора ограждена почти двухметровым (1 м 80 см) забором и высокими деревьями. Проход, ведущий к заднему двору, покрыт брезентом. Палатки и подсобные помещения загораживали внутренний двор от посторонних взглядов. Там же был обнаружен старый автомобиль, похожий на тот, посредством которого было совершено похищение.
Представители правоохранительных органов посещали дом Гарридо как минимум дважды в течение последних лет, но задний двор был подвергнут поверхностному осмотру.
В ходе расследования на территории заднего двора среди нежилых помещений и палаток были обнаружены детские вещи, включая книги и игрушки. Подводка электричества обеспечивалась при помощи удлинителей.
Следствием установлено, что Джейси Дьюгард видели в доме Гарридо; она неоднократно открывала двери посетителям. Её дочерей видели играющими на территории заднего двора и в автомобиле, принадлежащем Гарридо.
Филипп Гарридо заявил, что занимался образованием девочек на дому.
Тётушка Джейси Ли и бывший партнёр Гарридо по бизнесу по имени Чейвонн Молино (Cheyvonne Molino) утверждали, что не наблюдали никаких признаков ущемления прав детей. По их мнению, девочки не демонстрировали недостатка образования. Молино утверждала, что неоднократно на протяжении многих лет видела девочек, и те были нормально одеты, не показывали никаких признаков напряжённости, и что их поведение было одинаковым как в присутствии «отца», так и в его отсутствие.

## Упущенные возможности
Полиции не удалось установить связь между похищением Джейси Ли Дьюгард, совершённым в Саут Лэйк Тахо, и похищением Кэтрин Коллэвэй, которое совершил Гарридо там же в 1976 году.
22 апреля 1992 года, спустя менее чем год после похищения Джейси Ли, в Департамент шерифа округа Контра-Коста поступил анонимный звонок. Звонящий мужчина сообщил, что видел девочку, очень похожую на Дьюгард. Девочка находилась в автомобиле, стоящем на заправке, расположенной в трёх километрах от дома Гарридо. Аноним сообщил, что девочка сидела в большом жёлтом фургоне (van). Похожий старый Dodge был обнаружен во дворе Гарридо в 2009 году. Аноним не сообщил номера автомобиля; место, о котором шла речь в сообщении, было обследовано поверхностно.
В июне 2002 года в правоохранительные органы поступила информация о лице, которое получило травму плеча. Травма была получена в бассейне, расположенном в доме Гарридо. Эта информация не была передана сотруднику местного органа контроля досрочно освобождённых из мест лишения свободы, который курировал Филиппа Гарридо.
В 2006 году один из соседей Гарридо позвонил в службу 911 и сообщил, что на заднем дворе Филиппа установлены палатки, в которых проживают дети. Звонящий описал Гарридо как сексуально озабоченного психопата. Сотрудник местного правоохранительного органа переговорил с Гарридо по этому поводу. Беседа состоялась на пороге дома Гарридо и продолжалась около получаса. Гарридо был предупреждён о том, что проживание людей в не предназначенных для этого местах является нарушением закона.

## Задержание
24 августа 2009 года Гарридо посетил представительство Федерального бюро расследований в городе Сан-Франциско и оставил там для ознакомления сотрудников 4-страничный очерк, содержащий его рассуждения на темы религии и сексуальности. В очерке Гарридо утверждал, что нашёл метод решения проблем, подобных той, с которой столкнулся сам в уголовном прошлом. В сочинении содержалось описание того, как он избавился от своих сексуальных уголовно наказуемых склонностей. Гарридо утверждал, что эта информация может помочь в перевоспитании лиц, склонных к совершению преступлений на сексуальной почве, «управляя человеческими импульсами, которые принуждают людей совершать дисфункциональные действия».
В тот же день (24 августа 2009 года) Филипп Гарридо посетил отделение полиции при Калифорнийском университете в Беркли, где попытался получить разрешение на проведение «специального христианского мероприятия» (в рамках собственной программы под названием Божья Воля / God’s Desire) в университетском городке. По этому вопросу он переговорил с Лизой Кэмпбелл (Lisa Campbell) — сотрудницей упомянутого заведения. Кэмпбелл обратила внимание на странное, по её словам, поведение этого посетителя, и, узнав имя Гарридо, назначила ему встречу на следующий день.
Утром 25 августа 2009 года Кэмпбелл проинформировала о предстоящей встрече и подозрительном поведении Гарридо сотрудницу университетского отделения полиции по имени Элли Джэкобс (Ally Jacobs). Последняя, проверив по базе данных, выяснила, что Гарридо является условно-досрочно освобождённым заключённым, виновным в совершении изнасилования. Джэкобс приняла решение тоже присутствовать на встрече.
Гарридо пришёл на встречу вместе с двумя девочками, которых он представил как своих дочерей. В ходе встречи Джэкобс обратила внимание на то, что поведение девочек было ненормальным. В этой связи она позвонила сотруднику органа контроля досрочно освобождённых из мест лишения свободы, который курировал Филиппа Гарридо. Сотрудник органа контроля отсутствовал, и Джэкобс оставила ему сообщение в голосовой почте.
В тот же день, прослушав сообщение, двое сотрудников органа контроля досрочно освобождённых прибыли к дому семьи Гарридо. По прибытии они надели на Филиппа Гарридо наручники и досмотрели дом. В доме находилась жена Гарридо, Нэнси, и его престарелая мать. После этого сотрудники органа контроля отвезли Филиппа Гарридо в свой офис.
По дороге в офис Филипп Гарридо заявил, что девочки, которые были с ним в университете, являются «дочерьми родственника, и родители разрешили ему взять девочек с собой в университет».
Несмотря на то, что Филиппу Гарридо было запрещено вступать в любые контакты с несовершеннолетними, сотрудники органа контроля не придали значения факту нарушения этого требования. После того как досье на Гарридо было изучено, его отвезли назад домой и велели на следующий день явиться в офис органа контроля для дальнейших объяснений.
26 августа 2009 года Филипп Гарридо прибыл в офис органа контроля вместе со своей женой Нэнси, двумя девочками и Джейси Ли Дьюгард, которая представилась именем Алиса (Alyssa). В момент их прибытия сотрудник, курирующий Филиппа Гарридо, разговаривал по телефону с Элли Джэкобс. В разговоре Джэкобс сообщила, что девочки называли Гарридо папой, хотя, по информации правоохранительных органов, у Гарридо не было детей. Куратор с целью установления личности девочек принял решение поместить Филлипа Гарридо, женщин и девочек в разные помещения.
Дьюгард, продолжая утверждать, что её зовут Алиса, заявила, что является матерью девочек. Куратор, основываясь на том, что женщина выглядит слишком юной для того, чтобы быть матерью этих детей, задал вопрос про её возраст. В докладе, подготовленном по существу дела, говорится: «Алиса сообщила, что ей 29 лет, и, смеясь, отметила, что часто слышит подобные замечания в свой адрес и что люди принимают её за сестру девочек».
По ходу собеседования Дьюгард и Нэнси Гарридо начали нервничать и пожелали узнать, в связи с чем им задают все эти вопросы. Сотрудник органа контроля пояснил, что он занимается выяснением обстоятельств визита Филиппа Гарридо вместе с девочками в университет. Дьюгард сообщила, что ей это было известно, и что она знает о том, что Гарридо условно-досрочно освобождён из мест лишения свободы, где отбывал наказание за похищение и изнасилование женщины. Она добавила, что Гарридо изменился и является замечательным человеком, который всегда был добр с её детьми. Затем Алиса заявила, что не предоставит больше никакой дополнительной информации, и что ей, возможно, нужен адвокат.
Филиппу Гарридо, который находился в другом помещении, сотрудником органа контроля было предложено сообщить, в каких отношениях он находился с «Алисой» и девочками. Гарридо заявил, что все трое являются его племянницами — дочками брата, проживающего в Окли (Oakley, California). Из доклада: «Гарридо заявил, что родители девочек развелись, и они проживают то у него, то у других людей, и что он не знает ни номера телефона своего брата, ни его домашнего адреса».
Сотрудник органа контроля вернулся в помещение, где находились женщины, и сообщил, что хотел бы увидеть документы, подтверждающие личность «Алисы». На это Дьюгард ответила, что «её с детства научили не иметь с собой ничего, содержащего персональную информацию». Также она сообщила, что ей нужен адвокат. После этого сотрудник органа контроля позвонил в отделение полиции.
В докладе указано следующее: «В ожидании прибытия сотрудников полиции Алиса сказала, что она солгала, и что ей очень жаль. Она пояснила, что пять лет назад сбежала из Миннесоты от своего агрессивного супруга. Она якобы боялась, что он найдёт её, и поэтому отказалась предоставить личную информацию». Собеседование с Дьюгард продолжили два сотрудника полиции. Она повторила историю, рассказанную ею сотруднику органа контроля. В другом помещении сержант полиции проводил беседу с Филиппом Гарридо. В результате последний сообщил, что является отцом девочек, а затем признался в похищении и изнасиловании «Алисы». В ходе дальнейшего расследования Дьюгард сообщила свои подлинные данные и подтвердила факт похищения и изнасилования.

## Последствия

### Воссоединение с семьёй
Гарридо и его жена были задержаны. Сотрудники ФБР обеспечили проведение телефонных переговоров Дьюгард с её матерью Терри Пробин. Дьюгард сохранила право опеки над дочерьми и вскоре воссоединилась со своей матерью.
Через несколько дней после возвращения Джейси Ли её отчим Карл Пробин подтвердил, что она и её дочери чувствуют себя хорошо, и воссоединение семьи прошло нормально. Он сообщил, что у его падчерицы установилась прочная эмоциональная связь с Филиппом Гарридо. Карл Пробин полагает, что его падчерица испытывает так называемый «стокгольмский синдром». Также он заявил, что девочки плакали, узнав об аресте своего отца. В интервью телеканалу Fox News он сообщил: «Девочки знали, что он (Филипп Гарридо) — их отец. Они не знали, что он похитил Джейси. Она им сказала это два дня назад».
Тётя Джейси Ли так отзывается о девочках: «Это умные, общительные, любознательные девочки, и их ждёт светлое будущее <…> Хотя девочки и не обучались систематически, они достаточно образованны. Джейси проделала удивительную работу по их обучению, учитывая ограниченные возможности и её собственное <неполное> образование».
В сентябре 2009 года Джэйси Ли Дьюгард изъявила желание взять под опеку животных (5 котов, двух собак, трех попугаев, голубя и мышь), о которых она заботилась, проживая у Гарридо.

### Заявление Филиппа Гарридо
27 августа 2009 года одна из калифорнийских телевизионных станций провела телефонное интервью с Филиппом Гарридо, который на тот момент находился в тюремной камере. В ходе интервью он заявил: «Моя жизнь изменилась… Подождите, и вы услышите историю о том, что случилось… Вы будете полностью ошеломлены. То, что происходило со мной вначале — отвратительно, но я целиком изменил свою жизнь».
Гарридо упомянул также о своём визите в представительство ФБР, который он совершил 24 августа 2009 года, и об оставленной там брошюре. Гарридо заявил, что когда её опубликуют, люди «повалятся с ног», но он не может больше ничего сказать, поскольку случится то, что «люди ещё не до конца понимают». В своём интервью он отрицал, что причинял какой-либо вред дочерям Дьюгард. Он заявил, что рождение девочек изменило его жизнь, и что они «с первых дней спали у него на руках». «Я никогда не касался их», — также сообщил Гарридо.
28 августа 2009 года официальный представитель ФБР подтвердил факт передачи упомянутых документов, но отказался дать дополнительные комментарии. ФБР опубликовало документы, которые предоставил Гарридо. Очерк называется «Найдена причина шизофрении» («Origin of Schizophrenia Revealed»), в нём идёт речь о том, как путём мысленного контролирования звуков предотвратить насилие, совершаемое больными шизофренией.

### «Изобретение»
По сообщениям СМИ, Филипп Гарридо утверждает, что изобрёл устройство, которое позволяло ему мысленно общаться с другими людьми. За два дня до своего ареста Гарридо передал устройство одному своему знакомому, который являлся бывшим клиентом его типографии. После ареста прибор был продемонстрирован широкой публике. Устройство выглядит как чёрный чемодан с ручкой, металлическим замком, тумблером и аудио-разъёмами для подключения наушников. По утверждению Гарридо, любой человек, воспользовавшись подключёнными к прибору наушниками, мог услышать его голос в то время, когда он не издавал ни звука. Знакомый, у которого хранилось устройство, отзывается о Филиппе следующим образом: «Он был чокнутым, но мне казалось, что он был чокнутым с по-настоящему добрым сердцем». За три года до задержания Гарридо решил получить патент на своё изобретение и начал собирать заявления очевидцев, что устройство действительно может принимать и передавать мысли людей. «Я не хотел говорить ему, что он — чудак. Ну, вы понимаете, о чём я», — сказал Тим Аллен (Tim Allen), один из тех, кто подписал свидетельство, что устройство работает. Гарридо настолько сильно верил в эффективность своего прибора, что в 2008 году решил воспользоваться услугами частного детектива. «Он <Гарридо> разговаривал как нормальный, одевался как нормальный и вёл себя как нормальный человек», — утверждает Ральф Эрнандес (Ralph Hernandez), который перед тем, как заняться частным сыском, 30 лет проработал в системе правоохранительных органов. Эрнандес сообщил, что согласился помочь Гарридо в оформлении заявлений очевидцев работы устройства, но сам он никогда не видел этого прибора. Эрнандес говорит, что Гарридо посоветовал ему не делать этого. Частный детектив утверждает, что они совместно проделали всю работу, необходимую для того, чтобы начать законную процедуру регистрации изобретённого устройства.

### Расследование и суд
Дом Гарридо после ареста его хозяев был тщательно досмотрен на предмет обнаружения улик, которые могли бы посодействовать в выявлении иных преступлений, связанных с пропавшими несовершеннолетними. Полиция также обыскала дом соседа Гарридо, к которому последний имел доступ. Кроме того, был произведён обыск по месту проживания и работы одного из клиентов типографии Гарридо. В сентябре 2009 года представители правоохранительных органов нескольких калифорнийских городов, в которых также были зарегистрированы случаи похищений несовершеннолетних, провели дополнительный осмотр частной собственности семьи Гарридо. Ничего, что могло бы помочь им в раскрытии преступлений, обнаружено не было.
Вскоре после того, как Гарридо был задержан, а его фотография показана в теленовостях, в отделение полиции города Антиох позвонила женщина, которая в 14-летнем возрасте была (по её словам) изнасилована задержанным. Жертва изнасилования сообщила полиции, что в 1972 году, находясь в здании публичной библиотеки города Антиох, она с подругой познакомилась с Филиппом Гарридо, которому на тот момент был 21 год, и с его приятелем. Мужчины дали им барбитураты, в результате действия которых девочки проснулись на следующее утро в гостиничном номере. Женщина утверждает, что была изнасилована Филлипом Гарридо.
Против супругов Гарридо были выдвинуты 29 обвинений, которые они отрицали.
24 февраля 2010 года Сьюзан Геллман (Susan Gellman), адвокат Филлипа Гарридо, заявила, что её клиент является невменяемым. Она заявила на суде: «Окружной прокурор совершает ту же самую ошибку, которую долгое время допускали в отношении господина Гарридо надзорные органы: он игнорирует признаки серьёзного душевного заболевания. По всей видимости, Филлип Гарридо в течение долгих лет слышал голоса ангелов».
В июле 2010 года власти штата Калифорния приняли решение выплатить Джейси Ли Дьюгард компенсацию за моральный ущерб. Сумма компенсации за неэффективную работу правоохранительных органов, которые были не в состоянии раскрыть похищение Дьюгард, составила 20 млн. долларов.
28 февраля 2011 года адвокат, представляющий в суде интересы Нэнси Гарридо, сообщил на пресс-конференции, что супруги полностью признали свою вину. 2 июня 2011 года Филлип Гарридо был приговорён к 431 году тюрьмы.